# Cratere Lovelace
Lovelace è un cratere lunare di 57,06 km situato nella parte nord-orientale della faccia nascosta della Luna.